# NGC 7255
NGC 7255 је лентикуларна галаксија у сазвежђу Водолија која се налази на NGC листи објеката дубоког неба.
Деклинација објекта је - 15° 32' 28" а ректасцензија 22h 23m 8,0s. Привидна величина (магнитуда) објекта NGC 7255 износи 14,1 а фотографска магнитуда 15,0. NGC 7255 је још познат и под ознакама MCG -3-57-6, IRAS 22204-1547, PGC 68721.